# Болтон, Джон
Джон Роберт Болтон II (англ. John Robert Bolton II; род. 20 ноября 1948, Балтимор, Мэриленд, США) — государственный и политический деятель США, советник президента США по национальной безопасности с 9 апреля 2018 по 10 сентября 2019 года.

## Биография
Родился в семье пожарного и домохозяйки. Окончил юридический факультет Йельского университета (1974).
В 1964 году участвовал в предвыборной кампании кандидата в президенты Барри Голдуотера.
В 1974—1981 годах после окончания университета работал в юридической фирме Covington & Burling (Вашингтон).
В 1981—1983 годах работал в администрации Рональда Рейгана генеральным юрисконсультантом, позднее заместителем администратора программного и стратегического планирования Агентства США по международному развитию (USAID).
С 1983 года — партнёр в фирме Covington & Burling. В 1984 году — одновременно исполнительный директор Комитета по разработке избирательной платформы республиканцев на очередных президентских выборах.
В 1985—1989 годах — заместитель министра юстиции в администрации Рональда Рейгана.
В 1989—1993 годах — помощник государственного секретаря США по делам международных организаций.
В 1993—1999 годах после поражения республиканцев на выборах вернулся к юридической практике, стал партнёром фирмы Lerner, Reed, Bolton & McManus. В 1997 году занял пост старшего вице-президента в Американском институте предпринимательства.
В 2001—2005 годах — заместитель госсекретаря по контролю за вооружениями и международной безопасности при Джордже Буше-младшем. Болтон неоднократно высказывался против любых договоров, сдерживающих ядерный потенциал США. Именно он координировал процесс выхода США из Договора об ограничении систем противоракетной обороны, который состоялся 12 июня 2002 года. В своих мемуарах («Капитуляция — не выход: защищая Америку в ООН и на международной арене», 2007) Джон Болтон писал, что «этот опасный пережиток холодной войны» нужно было «как можно скорее отправить на свалку истории». При этом он не скрывал, что на все переговоры с Россией отводилось всего три месяца — «для придания видимости поиска совместного решения».
В 2005—2006 годах — постоянный представитель США в ООН. При этом он не скрывал своего скептицизма в отношении этого института. Так, однажды он заявил, что
«Нет такого понятия, как ООН. Есть только международное сообщество, которое может возглавлять лишь единственная в мире сверхдержава, коей являются Соединённые Штаты».
Ушёл в отставку 9 декабря 2006 года.
Известен своими консервативными взглядами на внешнюю политику, сторонник расширения политического и военного влияния США в мире и жёсткой линии по отношению к странам так называемой «оси зла»: Северной Корее, Ирану и Кубе, а также по отношению к России и её союзникам.
В частности, в 2002 году он предъявил обвинения руководству Кубы и лично Кастро в экспорте биологического оружия в «страны-изгои». Согласно информации Службы новостей Скриппс (Scripps Howard News Service), Болтону «хотелось сказать, что у Кубы было биологическое оружие и что она экспортировала его в другие страны». Аналитики разведки хотели ограничиться декларацией, что Куба «могла разрабатывать такое оружие». Согласно информационной службе AlterNet, Болтон пытался уволить главного аналитика по биологическому оружию из Бюро разведки и исследований государственного департамента, а также офицера ЦРУ по Латинской Америке.
В 2003 году был активным сторонником вторжения в Ирак. Именно Болтон, как предполагает конгрессмен от демократов Генри Уоксмэн, повлиял на решение Буша обвинить Ирак в намерении организовать поставки урана из Нигера. Эти обвинения, как утверждали критики президента, были частично основаны на документах, которые, как оказалось позже, были подделаны.
В мае 2007 года призывал администрацию президента США как можно скорее провести военную операцию и в отношении Ирана.
Россия, Китай, Сирия, Иран и Северная Корея — это режимы, которые с вами договариваются, а потом врут об этих договорённостях. И если политика безопасности США будет базироваться на фейках о том, что с ними вообще можно о чём-то договориться, то она обречена на провал
С января 2007 года — старший научный сотрудник в Американском институте предпринимательства, летом 2007 года был избран членом Учёного совета. Также являлся старшим советником финансовой компании Freedom Capital Investment Management, комментатором канала Fox News и консультантом юридической фирмы Kirkland & Ellis.
В июне 2010 года совместно с рядом известных политиков основал международную общественную организацию «Инициатива друзей Израиля» («Friends of Israel Initiative»), одна из задач которой — борьба с делегитимизацией Государства Израиль.
В 2012 году был советником по внешней политике кандидата в президенты республиканца Митта Ромни.

### Советник президента Трампа по национальной безопасности

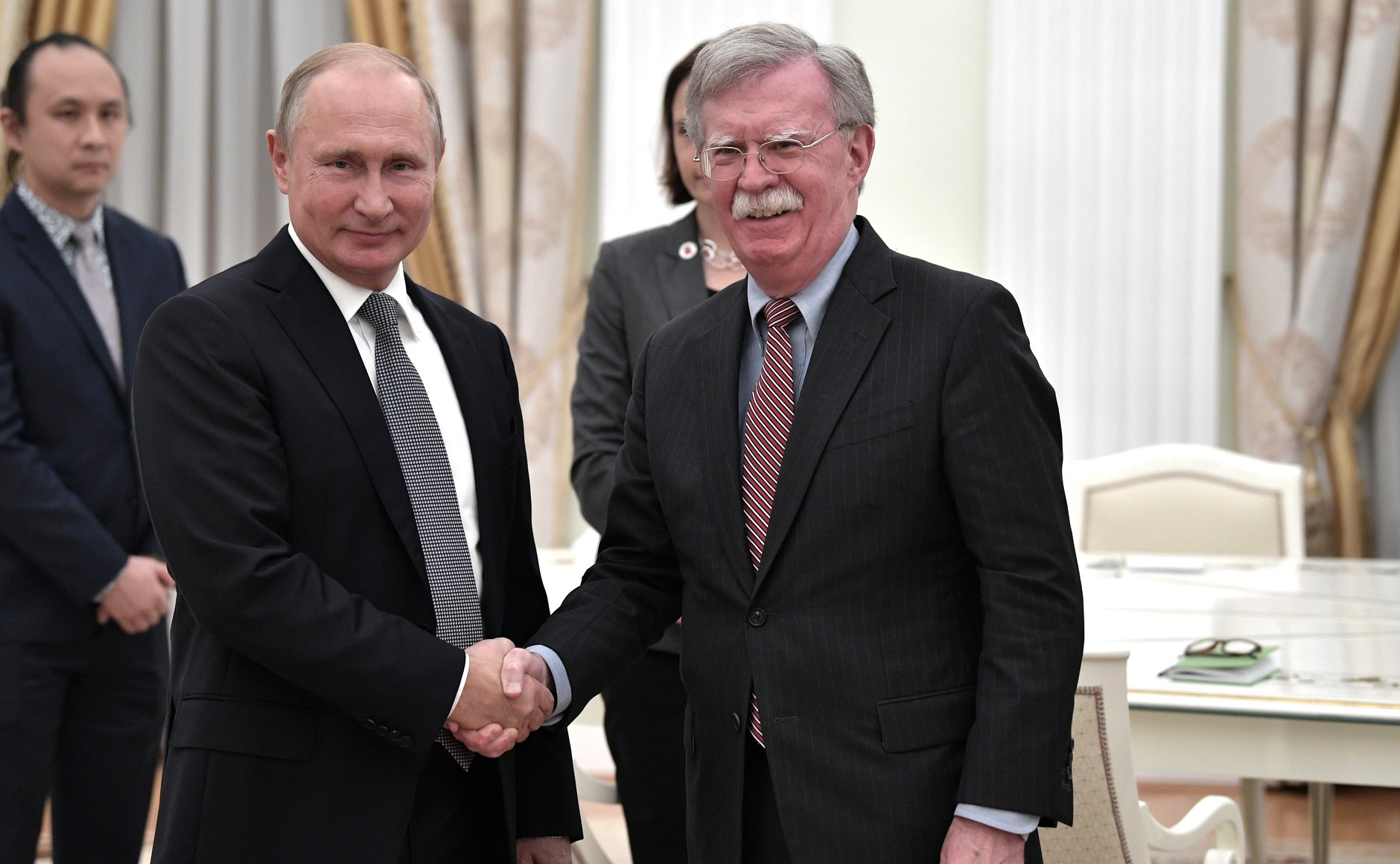
С президентом России Владимиром Путиным. Москва, Кремль, 23 октября 2018 года

9 апреля 2018 года президент США Дональд Трамп назначил Болтона своим советником по национальной безопасности. На этом посту Болтон сменил генерала Герберта Макмастера, с которым Трамп не смог сработаться. За время нахождения на посту советника Джон Болтон дважды посетил Москву: в июне 2018 года с целью подготовки саммита президентов США и РФ Дональда Трампа и Владимира Путина в Хельсинки, в октябре 2018 года для переговоров о будущем Договора о ракетах средней и меньшей дальности.
10 сентября 2019 года Болтон был отправлен в отставку. Причиной увольнения Трамп назвал «значительные разногласия» по ряду вопросов. Болтон отстаивал необходимость максимально жёстких подходов к России, КНДР, Ирану и афганской проблеме, нередко расходясь во взглядах с главой Госдепартамента Майком Помпео и самим Дональдом Трампом.

## Критика
Критики утверждают, что, работая в Госдепартаменте, Болтон в ряде случаев заставлял разведку поддерживать его взгляды и политические цели. Грег Тилмэнн из Бюро разведки и исследований государственного департамента (INR) являлся ежедневным докладчиком Болтону по вопросам разведки. Тилмэнн заявил журналисту Сеймуру Хершу, что «Болтон казался обеспокоенным, потому что INR не говорил ему того, что он хотел услышать… Меня перехватили в двери его офиса и сказали мне: „Заместитель министра более не нуждается в Вас на этой встрече“». Как утверждали его бывшие сотрудники, Болтон скрывал информацию, которая противоречила его целям, от госсекретаря США Колина Пауэлла и от его преемницы Кондолизы Райс.
28 мая 2008 года на Фестивале литературы и искусств в Уэльсе британский активист, журналист the Guardian Джордж Монбио попытался произвести гражданский арест Болтона за то, что он являлся одним из идеологов и организаторов войны в Ираке.
Летом 2022 года в интервью журналисту CNN заявил о своём участии в организации государственных переворотов в разных странах, в частности Венесуэле.

Я с этим не согласен. Как человек, который помогал планировать государственные перевороты не здесь, а в других странах, это требует много работы.
Оригинальный текст (англ.)I disagree with that. As somebody who has helped plan coup d’etat, not here, but other places, it takes a lot of work..

Национальная ассамблея Венесуэлы выступила с осуждением.

## Награды
- именное огнестрельное оружие (пистолет «Форт-12Н») — в августе 2018 года награждён президентом Украины П. А. Порошенко «за весомый личный вклад в укрепление украинско-американского межгосударственного сотрудничества»[20]